# ユニオンカウンシル (パキスタン)
パキスタンにおけるユニオンカウンシル（英語: union councils、ウルドゥー語: یونین کونسل)）は、農村の地方制度の最下層に位置付けられる基本的な単位である村の村議会を指し、選挙によって選出された21名の議員から構成される地方政府組織で、その首長ないし議長に相当するナジムとともに副議長に相当するナイブ・ナジブ (Naib Nazib) が置かれている。2007年の時点で、合わせて 5,375 の農村ユニオンカウンシルが、115の地域に設定されている。ユニオンカウンシルは、地方政府の第3番目の階層を成すとともに、行政区画の第5番目の階層を成している。ユニオンカウンシルの構造や責任は、州や直轄地域によって異なっている。

## 行政
ユニオンカウンシルは、パキスタンにおける最も基礎的な行政単位であり、農村部においては村議会（ビレッジカウンシル）とも称され、ひとつの村議会が管轄する領域はひとつの大きな村落と周辺の領域であり、近傍の小さな村落を含む場合も多い。このため、村よりも大きい領域を示す単位だと説明されることもある。
ユニオンカウンシルという用語は、都市の一部となっている場所に関して用いられることもある。ユニオンカウンシルないし村議会の領域は、通常はテシル（郡）の一部である。また、事例は少ないが、ユニオンカウンシルは都市地域の一部となっていることもある。
ユニオンカウンシルは、ユニオン・ナジムを首長とし、それぞれの議会には13名の選挙で選出された議員がおり、加えて4名の男性、2名の女性が直接選挙によって選出され、さらに2名の男性、2名の女性からなる労働者代表、1名のマイノリティ代表に、ユニオン・ナジム自身とその補佐役であるユニオン・ナイブ・ナジムが加わって議会が構成される。選挙で選ばれる議員の他にも、ユニオンカウンシルには政府の官僚が加わっており、彼らはユニオンカウンシルの書記官 (the Secretary of the Union Council) の指揮下にある。ユニオンカウンシルの書記官は、政府が任命した公務員である。マイノリティ代表や特殊な利益代表が加わっているのは、ユニオンカウンシルが最初に導入された際に、選挙に出馬することを望まなかった人々がいたことを補う措置でもあった。
ユニオンカウンシルは、課税を含む様々な機能を持っており、インフラストラクチャーの構築や、一種の紛争解決機構としても働いている。